# Bill Berry (cầu thủ bóng đá, sinh 1882)
William Alexander Berry (tháng 7 năm 1882 – 1 tháng 3 năm 1943) là một cầu thủ bóng đá người Anh thi đấu ở vị trí tiền đạo. Sinh ra ở Sunderland, ông thi đấu cho Sunderland, Tottenham Hotspur, Manchester United và Stockport County.